# Robert Hinde
Robert Aubrey Hinde CBE FRS FBA (Norwich, 26 de outubro de 1923 - 23 de dezembro de 2016) foi um zoólogo britânico. Foi professor emérito da Universidade de Cambridge.

## Publicações
- Biological Bases of Human Social Behaviour (1974).[3]
- «Can Nonhuman Primates Help Us Understand Human Behavior?». In:  Smuts, B.B., Cheney, D.L., Seyfarth, R.M., Wrangham, R.W., Struhsaker, T.T. (eds). Primate Societies. Chicago & London: University of Chicago Press. pp. 413–420. ISBN 0-226-76715-9
- Cooperation and prosocial behaviour (Ed. with Jo Groebel). Cambridge University Press, 1991. ISBN 0-521-39110-5
- The institution of war (Ed.). New York: St. Martin's Press, 1992. ISBN 0-312-06611-2
- Relationships: a dialectical perspective. Hove, East Sussex: Psychological Press, 1997. ISBN 0-86377-706-6
- Why gods persist: a scientific approach to religion. London: Routledge, 1999. ISBN 0-415-20825-4
- Why good is good: the sources of morality. London: Routledge, 2002. ISBN 0-415-27752-3
- War, no more: eliminating conflict in the nuclear age (Ed. with Joseph Rotblat). London: Pluto Press, 2003. ISBN 0-7453-2192-5
- Van der Horst FCP; Van der Veer R; Van IJzendoorn MH (2007). «John Bowlby and ethology: An annotated interview with Robert Hinde». Attachment & Human Development. 9 (4): 321–335. ISSN 1469-2988. PMID 17852051. doi:10.1080/14616730601149809. Consultado em 30 de novembro de 2007 #